# 투시예드 칸부

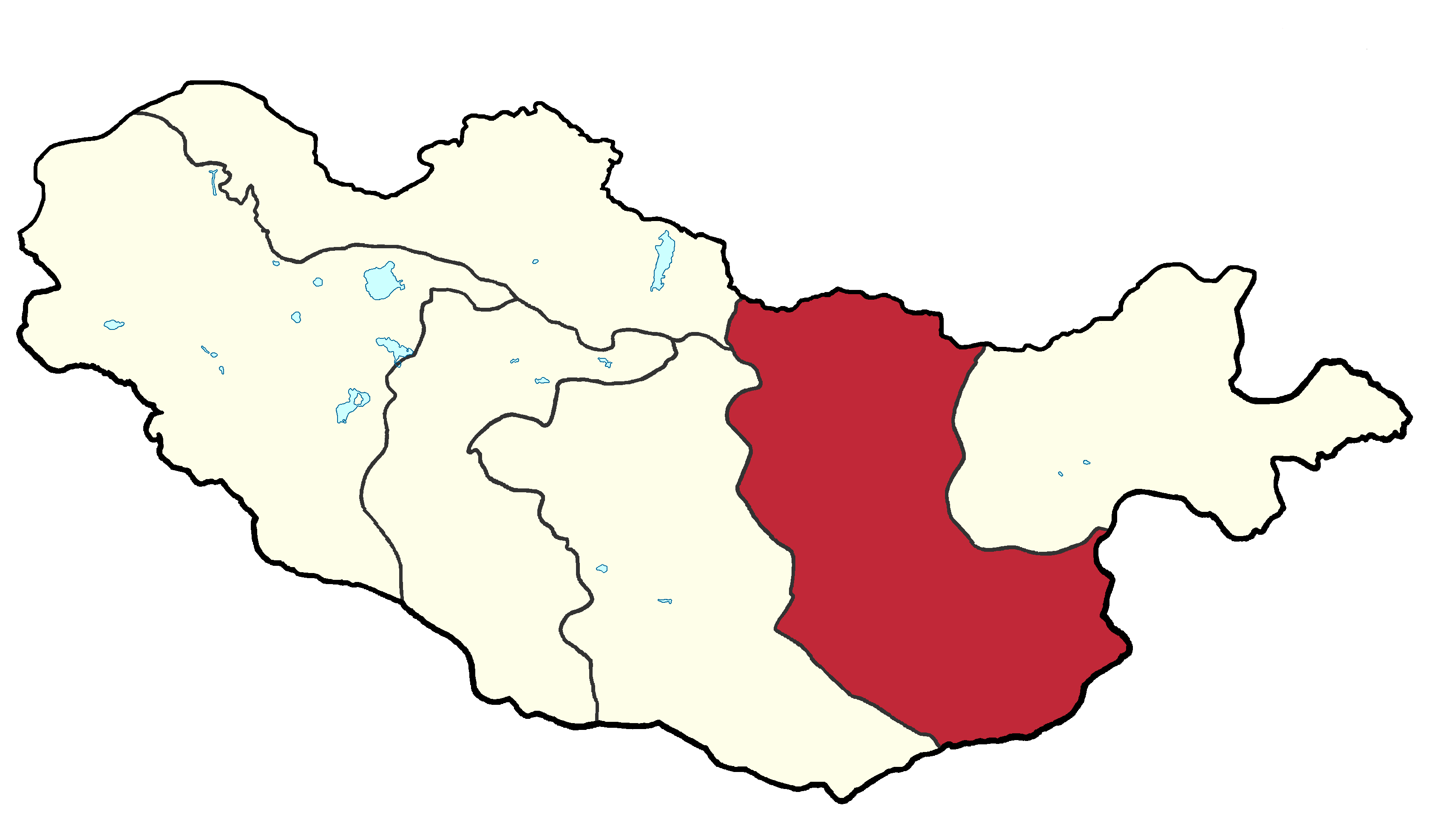
적색 표시가 투시예드 칸부의 영역

1915년 당시의 외몽골의 외할하부 영역

투시예드 칸부(키릴 문자:Түшээт хан аймаг) 혹은 튀시예드 칸부 혹은 아이마그는 북원에 속한 몽골 부이자, 북원 멸망후 독자적으로 외몽골 할하 중동부에 있던 외할하의 부(아이마그)이며 몽골의 외할하부 중 우두머리격이다. 투시예드의 역대 칸들은 칭기즈 칸 가문의 직계 후손이었다. 투시예드 칸부의 영역은 울란바토르시와 그 주변 지역, 외몽골 중부 지방이었다. 세첸칸부, 자사그투칸부와 함께 외할하 3부, 혹은 사인노얀부, 코토고이드부의 알탄 칸부와 함께 외할하 5부로도 불린다.
몽골의 다얀 칸 사후 생성된 외몽골의 다섯 독립 칸부였다. 다얀 칸은 생전, 몽골의 6부를 분할 자신의 11명의 아들에게 분봉하였고, 외몽골 중동부의 할하부 중 외할하부는 다얀 칸의 열한 번째 아들 게르센지 잘라이르에게 분봉되었다. 1549년 게르센지 잘라이르 사후 그의 아들들 중 오노후이 콩타이지는 외할하 좌익을 물려받았으며, 후일 투시예드 칸부로 발전하였다.
게르센지 잘라이르의 사후, 외할하부는 그의 아들들에게 분할 상속됐지만, 외할하부는 북원 타타르의 대칸 정권과는 별도로 독자적으로 활동했다. 내몽골의 다른 부족들이 후금에 투항, 참여하고 1635년 내몽골과 북원의 대칸이 청나라에 투항한 뒤에도 이들은 외할하에서 독자적인 세력을 유지하였다. 1697년 자오모도 전투에서 외몽골 5개 칸부가 청나라군에 패하면서 형식적으로 청나라의 종주권을 받아들였다. 1911년 폐지되었으며, 1921년 몽골 혁명 이후 4개의 아이막은 21개의 지방자치단체로 분할되었다.